# Jardin de la Place-Souham
Le jardin de la Place-Souham est un espace vert du 13e arrondissement de Paris, en France.

## Situation et accès
Le jardin est accessible par la place Souham.
Il est desservi par la ligne 14 à la station Olympiades.

## Origine du nom
Il doit son nom à la proximité de la place Souham, qui doit son nom  au général Joseph Souham (1760-1837). 

## Historique
Le jardin est créé en 2008.